# John Beers
John Beers, född 17 augusti 1952, är en friidrottare från Kanada. Han deltog vid olympiska sommarspelen 1972.